# Felddivision 8

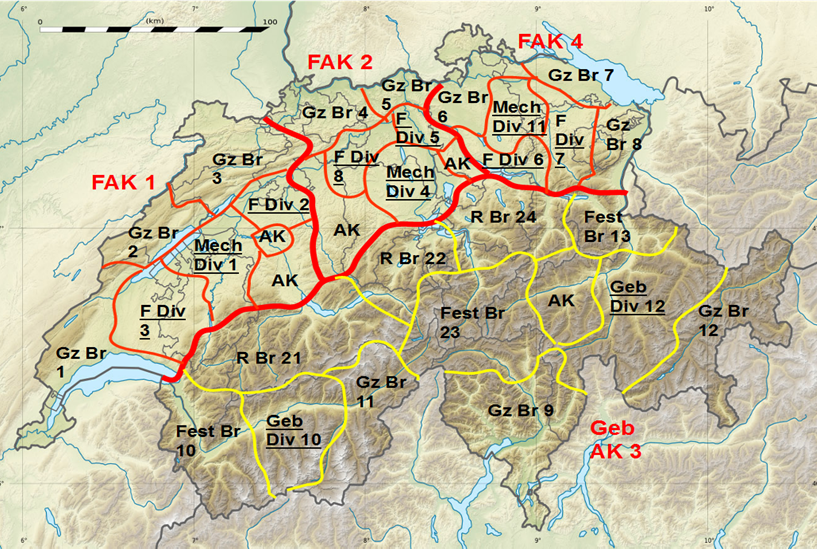
Feldarmeekorps 2 und Felddivision 8 im Grunddispositiv von 1992

Die Felddivision 8 war ein traditionsreicher Milizverband der Schweizer Armee, der mehrheitlich aus Luzerner Truppen bestand. Sie entstand 1875 aufgrund der neuen Truppenordnung und wurde dem 2. Armeekorps unterstellt. 1911 wurde sie aufgehoben und 1938 wieder gebildet. Mit der Armee 61 wurde sie zur Felddivision 8 unter dem Feldarmeekorps 2. 2003 folgte die Entlassung aus der kantonalen Militärhoheit und die Auflösung.

## Vorgeschichte
Mit dem Wiener Kongress von 1815 verpflichtete sich die Eidgenossenschaft zur dauernden, bewaffneten Neutralität und zu einer Neuregelung des Wehrwesens. Die kantonalen Truppen sollten im Kriegsfall zu einem eidgenössischen Heer zusammengezogen werden. Mit der Bundesverfassung von 1848 wurde begonnen, die kantonalen Truppen zu einem nationalen Heer zusammenzufassen. Mit der Totalrevision der Bundesverfassung von 1874 wurden die gesetzlichen Grundlagen für Aufbau, Ausrüstung, Ausbildung und Führung einer einheitlichen Armee sowie die Heeresklassen Auszug (20. bis 32. Altersjahr) und Landwehr (33 bis 44) geschaffen, die alle zwei Jahre einen Wiederholungskurs zu leisten hatten. 1907 wurde zum jährlichen Wiederholungskurs gewechselt.
1875 erliess der Bundesrat die Verordnung betreffend Nummerierung der Truppeneinheiten. Der Auszug wurde in einem Bataillon von vier Kompanien zusammengefasst. Unter anderen erhielt das Urner Bataillon die Nummer 87 und wurde mit den Truppen der Innerschwyz und Glarus zum Regiment 29, welches zur 15. Brigade der 8. Division gehörte.
1887 übernahm mit Alphons Maximilian Pfyffer von Altishofen der erste Luzerner das Kommando der VIII. Division. Mit der Truppenordnung von 1911, welche im Jahr 1912 in Kraft trat, wurden die bisherigen acht Divisionen auf sechs reduziert, wobei die 8. Division aufgehoben wurde.
Mit der Truppenordnung von 1938 (TO 38) wurde die 8. Division mit den folgenden Gebirgsbataillonen zu je drei Kompanien des Auszugs wieder gebildet:
- Gebirgsinfanterieregiment 19: Gebirgsjägerbataillon (Geb J Bat) 41 LU, 42 LU
- Gebirgsinfanterieregiment 20: 45 LU (Landwehr), 47 OW 2 Kp, NW 1 Kp
- Gebirgsinfanterieregiment 37: Gebirgsschützenbataillon (Geb S Bat): 6 ZH, 11 ZH, 48 Zug
- Gebirgsinfanterieregiment 81: 43 LU, 44 LU

## Zweiter Weltkrieg
Bei der Mobilmachung im Zweiten Weltkrieg am 1. September 1939 bezog die Armee mit ihren drei Armeekorps aus der Neutralitätsaufstellung (Operationsbefehl Nr. 1) die Mobilmachungsaufstellung 1939. Das Kommando des 2. Armeekorps mit der 8. Division war in Luzern stationiert.
Aufgrund des Operationsbefehls Nr. 2 vom 4. Oktober 1939 besetzte die Schweizer Armee die Limmatstellung, um einen Angriff aus dem Norden und eine Umgehung der Maginotlinie durch die Schweiz aufhalten zu können. Die verstärkte 8. Division mit den Gebirgsinfanterieregimentern 19, 20, 37 und 81 wurde in der ersten Armeestellung zwischen der 5. und der 1. Division/Gruppe Dietikon eingesetzt, mit der westlichen Abschnittgrenze bei der Limmatmündung und der östlichen beim Rüsler/Neuenhof.
Im linken Abschnitt der 8. Division wurde am Fuss des Gebenstorfer Horns eine 350 m lange Tanksperre erstellt, die das Engnis von Gebenstorf (Sperrstelle Gebenstorf) sperren sollte. Im mittleren Abschnitt musste die Achse Baden–Dättwil als eine der Hauptverteidigungslinien der Limmatstellung gesperrt (Sperrstelle Baden) und ein Vorstoss über das Plateau des Gebenstorfer Horns verhindert werden. Im rechten Abschnitt musste das Zürcher Gebirgsinfanterieregiment 37 die Übergänge vom Limmattal ins Reusstal zwischen Baden und Oberrohrdorf sperren. Zwischen Geissberg und Ibrig entstanden 1939/40 die Sperrstellen Rein der 5. Division (2. Armeekorps) und Roost der 8. Division (3. Armeekorps). Bei der verwundbaren Abschnittsgrenze zwischen dem 2. und 3. Armeekorps mitten im Aaretal hatten mehrere schwere Motorkanonenabteilungen die primäre Artillerie der 5. und 8. Division bis nördlich der Linie Endingen-Würenlingen-Villigen zu überdecken.

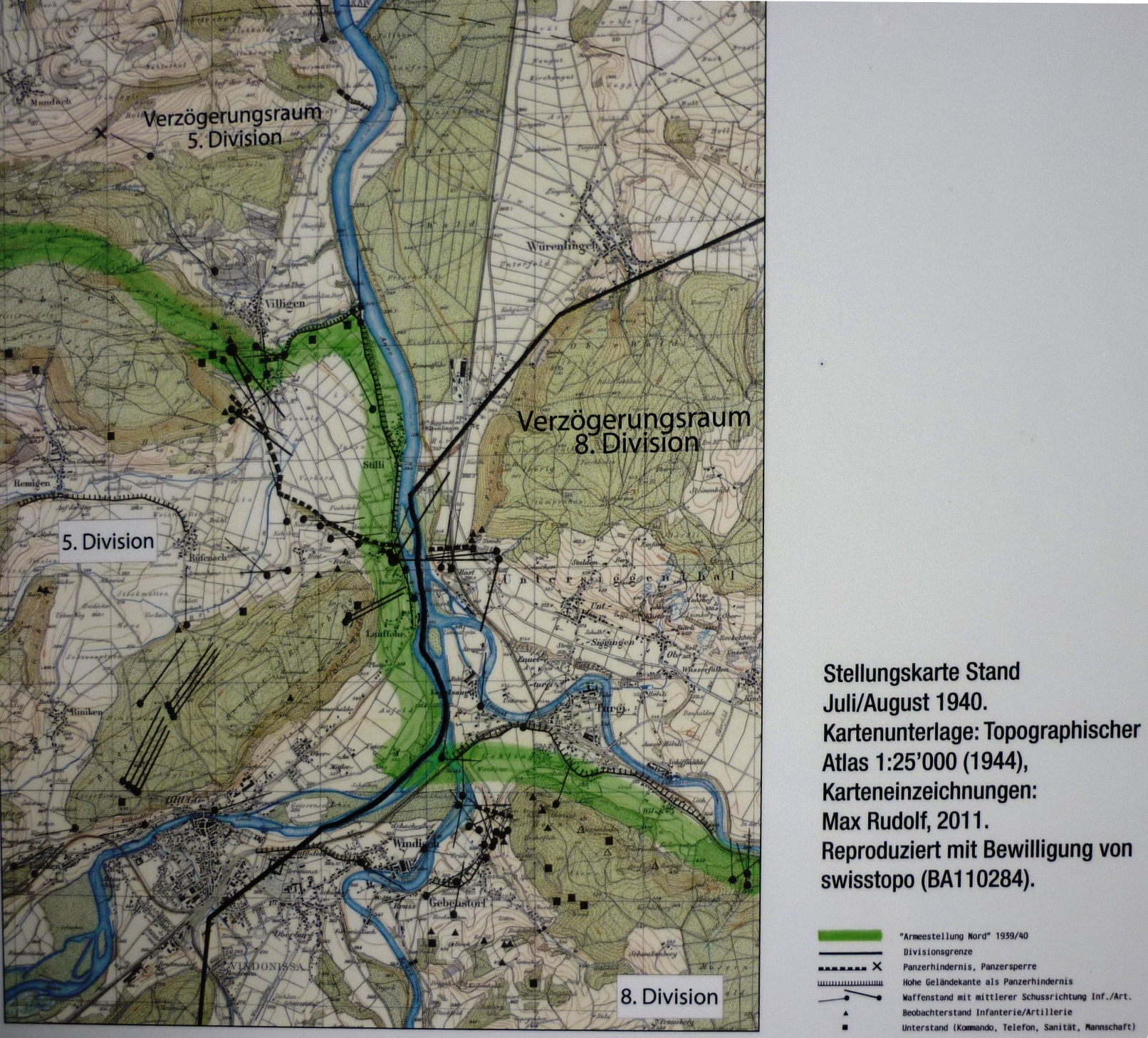
8. Division im Wasserschloss
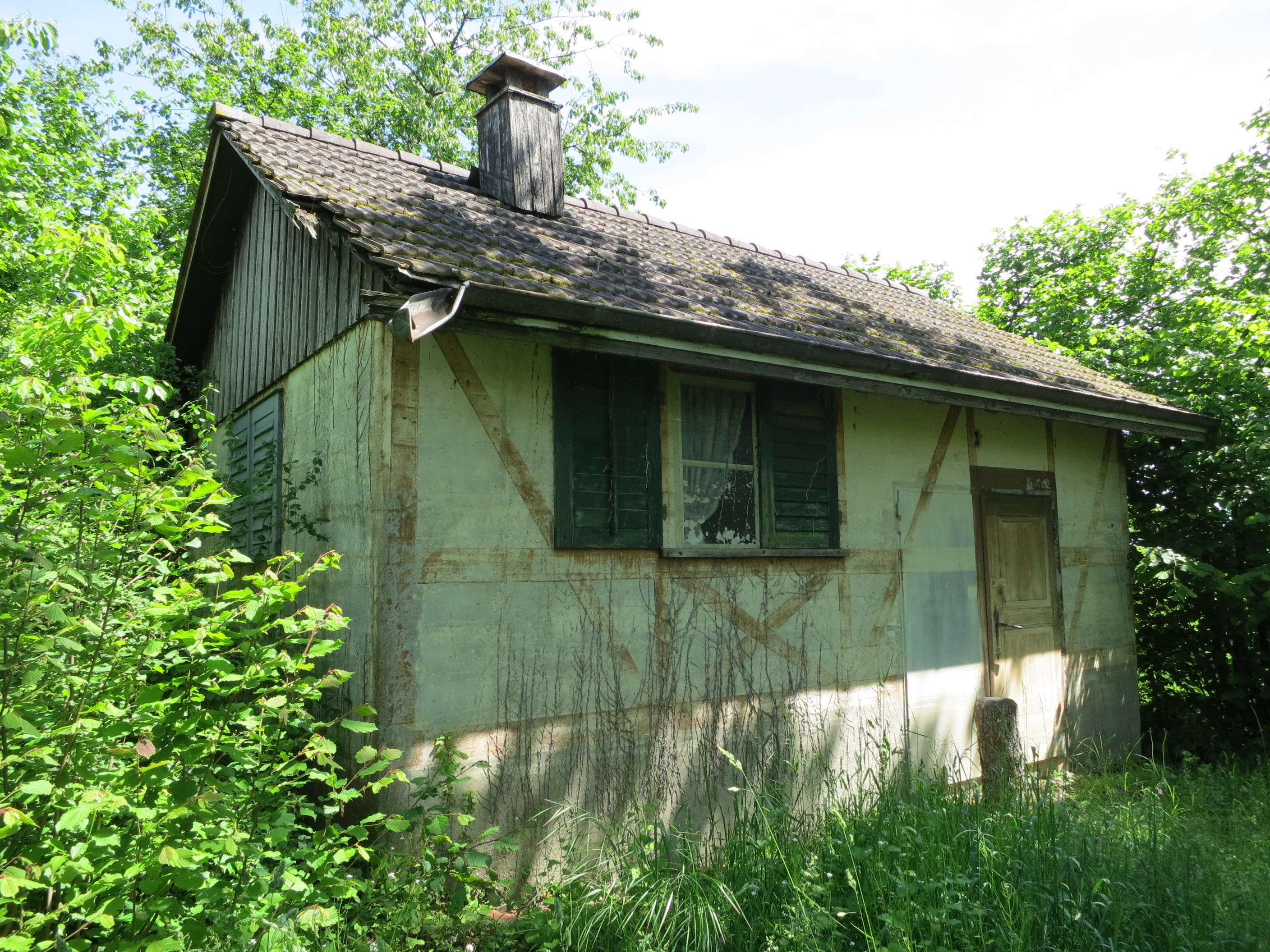
Vickers Bunker, Sperrstelle Roost
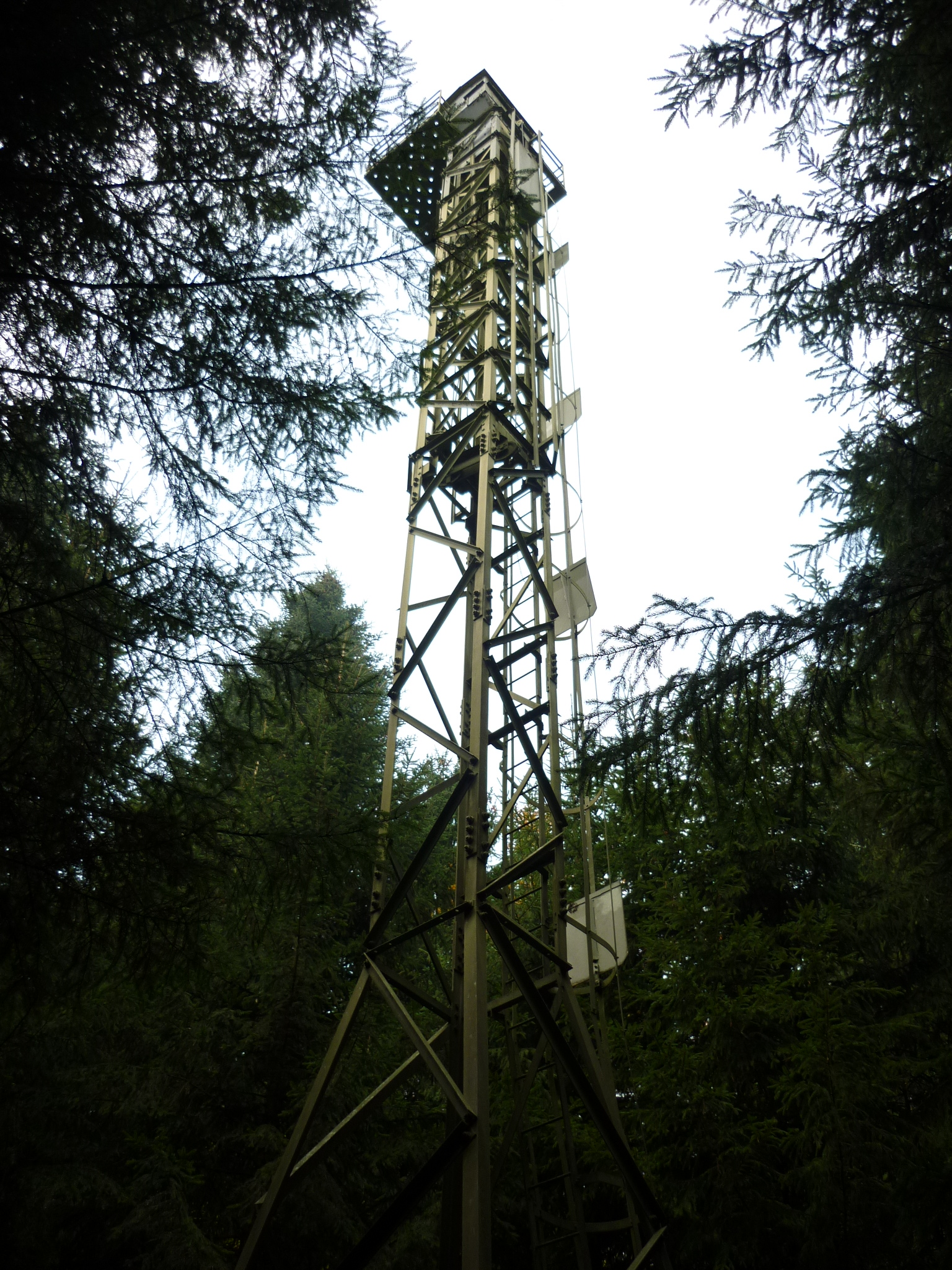
Artilleriebeobachtungsturm Gebenstorfer Horn
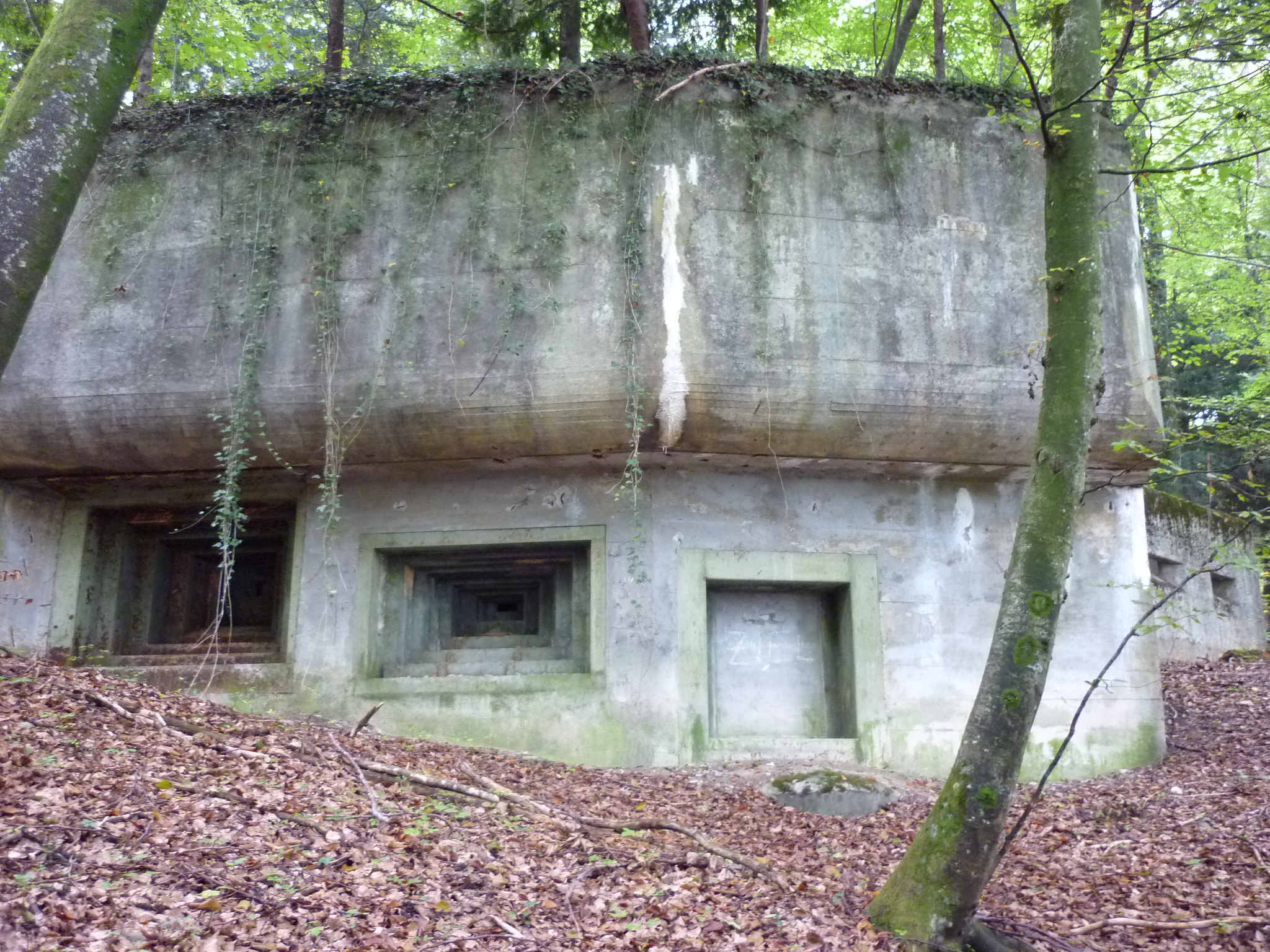
Infanteriebunker, Baden-Eichtal

Entsprechend dem Fortschritt beim Bau der Festungen im Reduit Festungen dem Anlegen von Vorräte (für sechs Monate) für die Truppe und die dortige Bevölkerung, wurden die Divisionen nach und nach aus der Limmatstellung abgezogen und in die Zentralraumstellung (Reduit) verlegt.
Am 3. Juli 1940 – 22 Tage vor dem Rütlirapport – begann der etappenweise Rückzug der 16'000 Mann der 8. Division des 2. Armeekorps unter Alfred Gübeli von der Limmatstellung mit Märschen in seinen eigentlichen Reduitraum zwischen Hohgant im hinteren Emmental bis Stilaub (Finsterwald). Das Gebirgsschützenbataillon 6 des Gebirgsinfanterieregimentes 37 traf am 10. September 1940 in seinem Reduitraum in Schangnau im Emmental ein, wo es mit Unterbrüchen bis im Oktober 1944 verblieb.
Nach dem Rückzug des Gros der Armee (Divisionen 1, 3, 7, 8) in den Zentralraum (Operationsplan Nr. 11 vom 12. Juli 1940 als Übergangslösung) erhielt die 8. Division den Befehl für den Einsatz der verstärkten 8. Division zur Verteidigung des Zentralraums während der Zeit noch nicht erstellter Sperrwerke. Die verstärkte 8. Division bildete die Gruppe «Vierwaldstättersee» mit den «Kampfgruppen Stans» und «Beckenried», denen der Raum zwischen Beckenried und dem Lopper zugewiesen wurde. Sie erhielt in diesem Einsatzraum den Auftrag, die See-Enge zwischen den Nasen (Seesperre Nas) zu sperren. Das Baubüro Luzern des 2. Armeekorps begann 1940 mit der Planung und dem Bau der Festungen Ober Nas, Unter Nas und Fürigen, welche bezüglich Größe, Bewaffnung und Ausstattung typengleich konzipiert wurden. Die Festung Fürigen, welche die Strasse am Lopper zu sperren hatte, wurde ab 1940 in Rekordzeit gebaut.

### Korpsabschnittgrenze Vierwaldstättersee
Die Aufstellung der Schweizer Armee wurde mit entsprechenden Operations- (Op Bf) und Ergänzungsbefehlen laufend und zeitweise in rascher Folge dem Verlauf des Kriegsgeschehens angepasst. Dabei wurden die Aufträge an die Armeekorps, Abwehrfront, Abschnittsgrenzen und Truppenunterstellungen geändert. Die Schlüsselstellung des Reduiteingangs Vierwaldstättersee war davon mehrfach betroffen:
| Einheit / Op Bf Nr. | 11 12. Juli 1940 | 12 17. Juli 1940 | 13 15. Mai 1941 | Div 19. März 1943 | 13 27. Dezember 1943 |
| ------------------- | ---------------- | ---------------- | --------------- | ----------------- | -------------------- |
| Armeekorps (Nord)   | 2                | 4                | 4               | 4                 | 4                    |
| Division (Nord)     | 7                | 6                | 6               | 6                 | 5                    |
| Korpsgrenze         |                  | Seemitte         | Seemitte        | Rigi              | Seemitte             |
| Armeekorps (Süd)    | 2                | 3                | 2               | 2                 | 2                    |
| Division (Süd)      | 8                | 8                | 5               | 5                 | 4                    |

Die Festungen an den Reduiteingängen in Sichtweite von Luzern mit den Werken Mühlefluh/Vitznau, Ober- und Unter Nas, Fürigen, Kilchlidossen, Klein-Durren, Mueterschwanderberg (Zingel, Drachenfluh, Blattiberg), Wissiflue und Ursprung bildeten die grösste Konzentration an Artilleriewerken in der Schweiz. Sie verschlossen die Flaschenhälse der Reduiteingänge zwischen Rigi, Bürgenstock und Pilatus.
In ihrem eigentlichen Reduitraum hatte die 8. Division mit der «Kampfgruppe Brünig» die Zugänge aus der Innerschweiz zum Brünigpass (Sperrstelle Brünig) in den Raum der Festungen Grimsel/Wallis und Thunersee zu sperren.
Die Verteidigungsstellung führte von der südwestlichen Abschnittsgrenze am Hohgant, Bumbachtal (Sperrstelle Bumbachtal ⊙, Kanton Bern) über den Kamm der Schrattenfluh (Sperrstelle Schrattenfluh) ⊙. Die angrenzende Sperrstelle Flühli ⊙ wurde 1941–1944 von der 8. Division erstellt und bildete mit der anschliessenden Sperrstelle Hirsegg ⊙ die stärkste Sperre im Divisionsraum. Sie sperrte die Ebene südlich Flühli in Richtung Sörenberg-Glaubenbielenpass-Giswil-Brünigpass. Das Hauptquartier der 8. Division befand sich im Divisionskommandoposten «Altibach» ⊙ in Giswil.
Kurz vor dem Ende des Zweiten Weltkriegs bestand das 2. Armeekorps aus der 4., 5. und 8. Division. Diese Unterstellungen wurden mit der TO 1947 legalisiert.

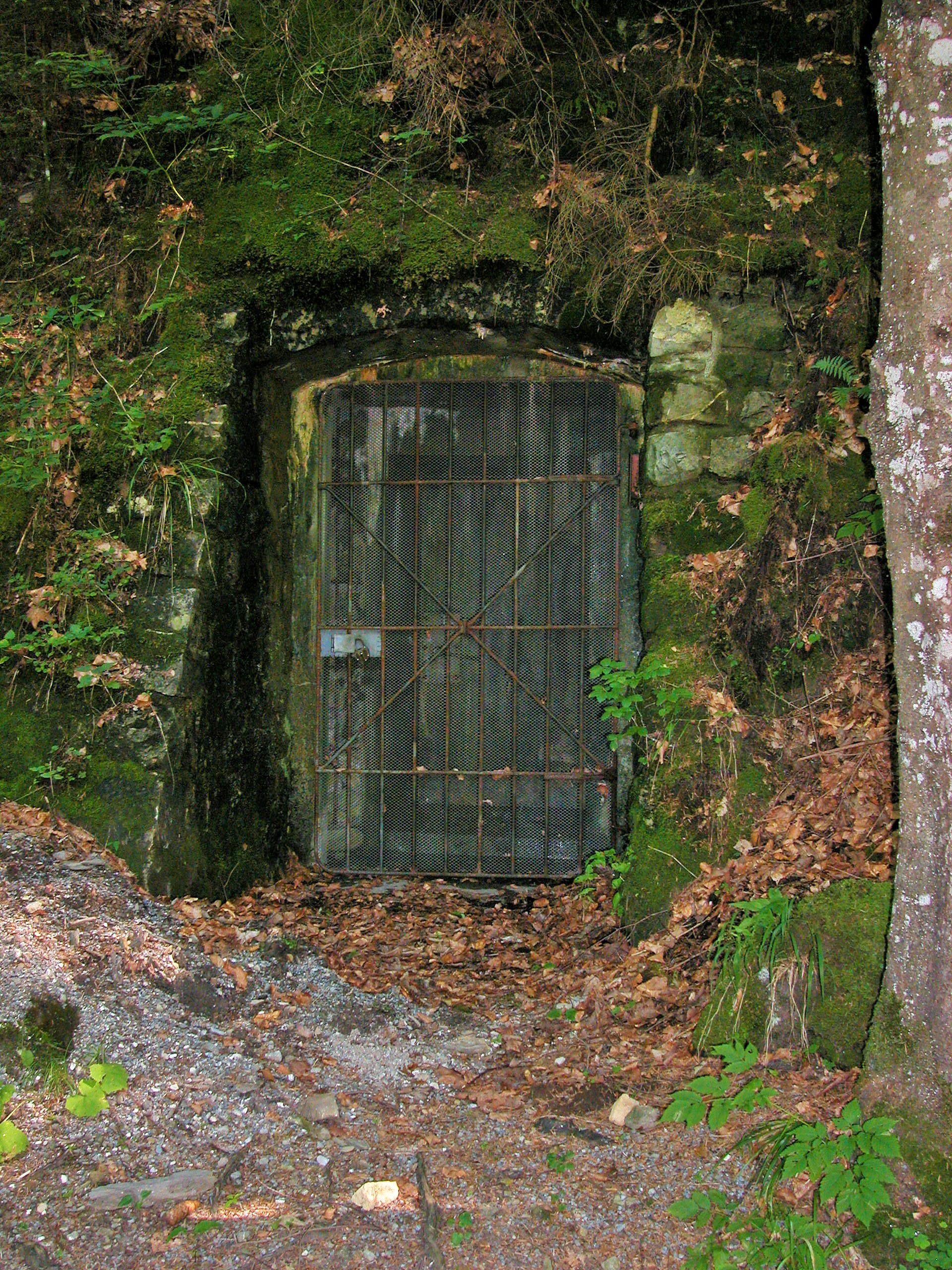
Eingang zum Kommandoposten
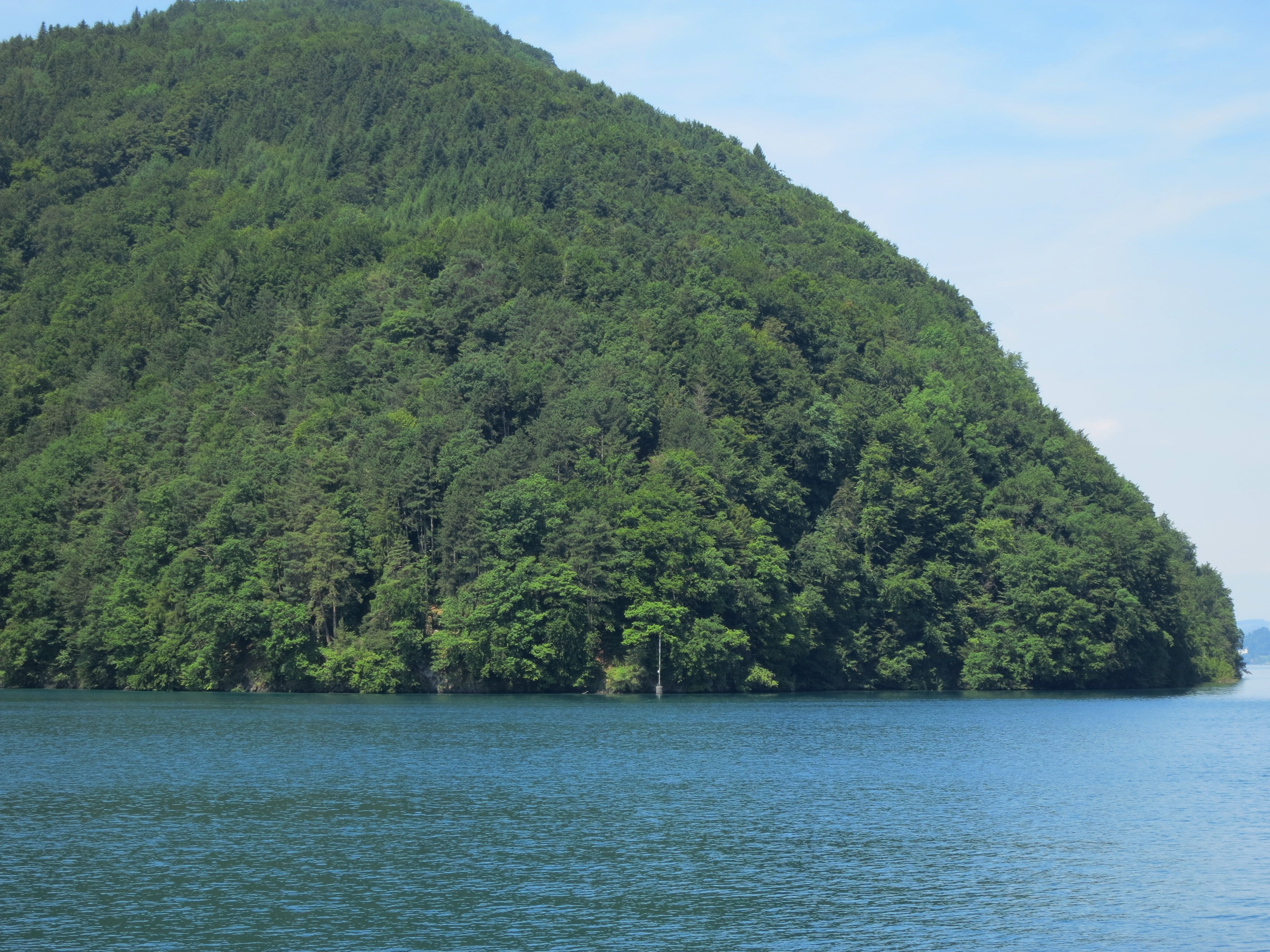
Artilleriewerk Unter Nas mit zugemauerten Schiessscharten, links
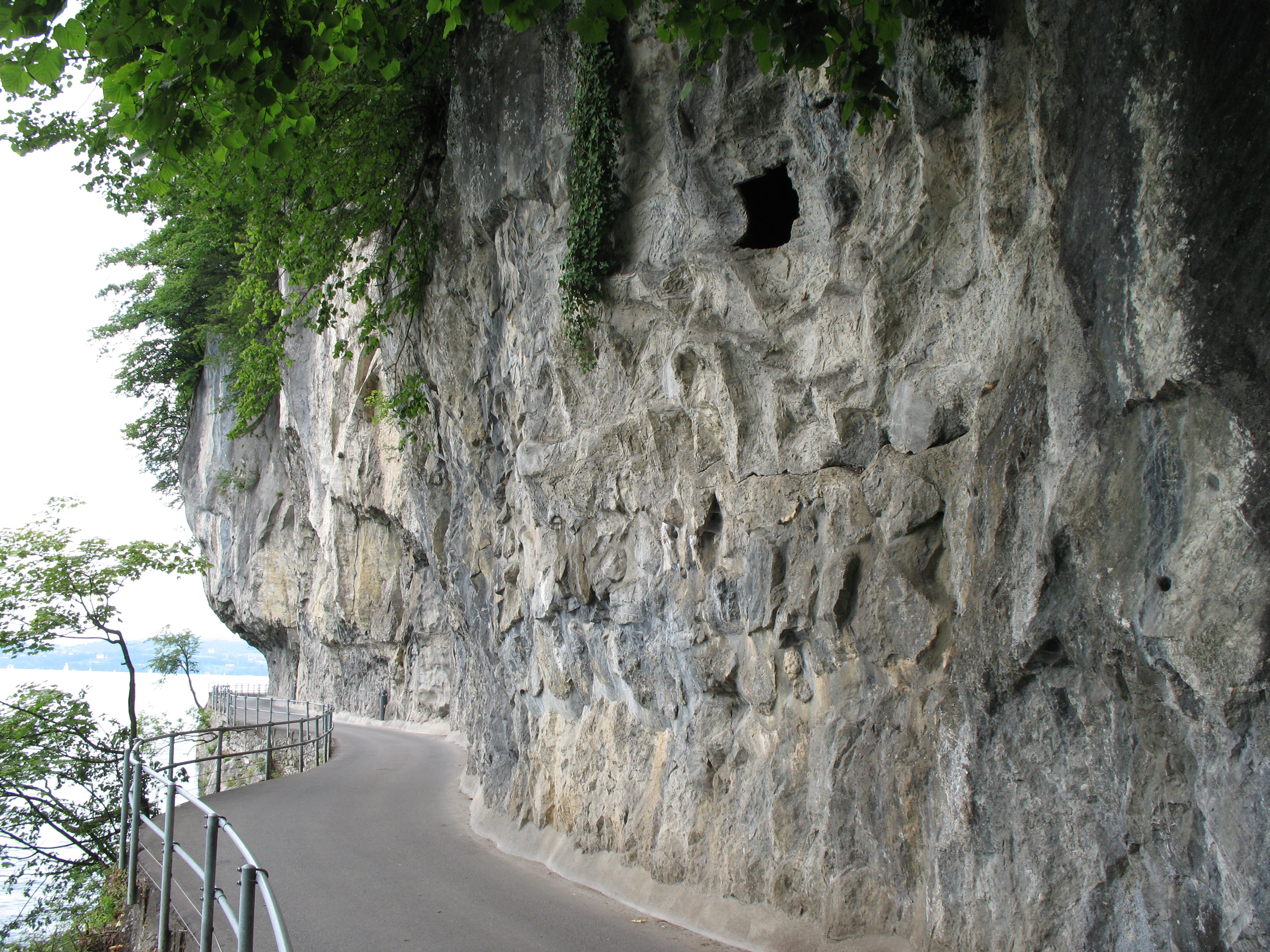
Festung Fürigen
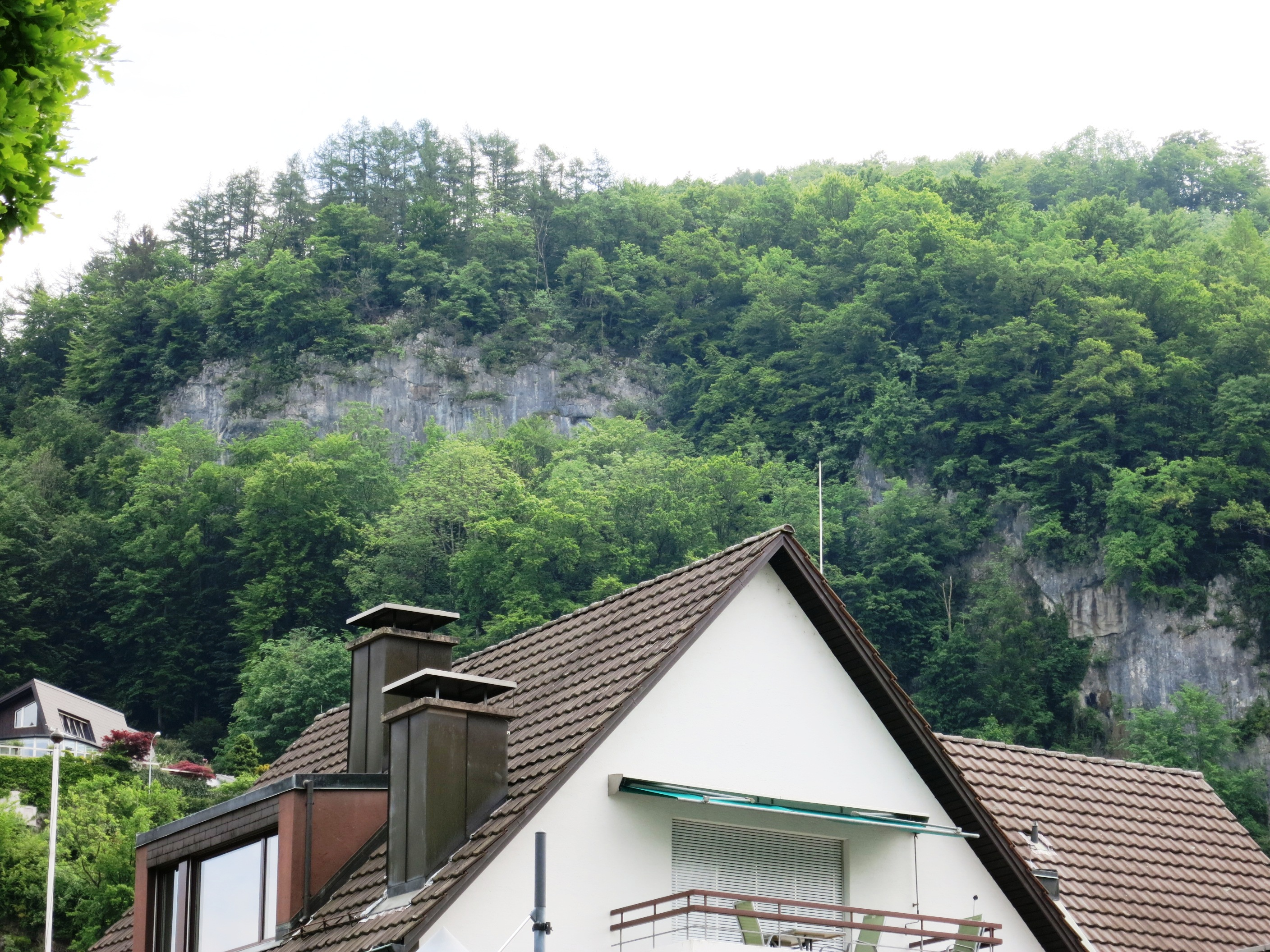
Artilleriewerk Kilchlidossen, Bürgenstock
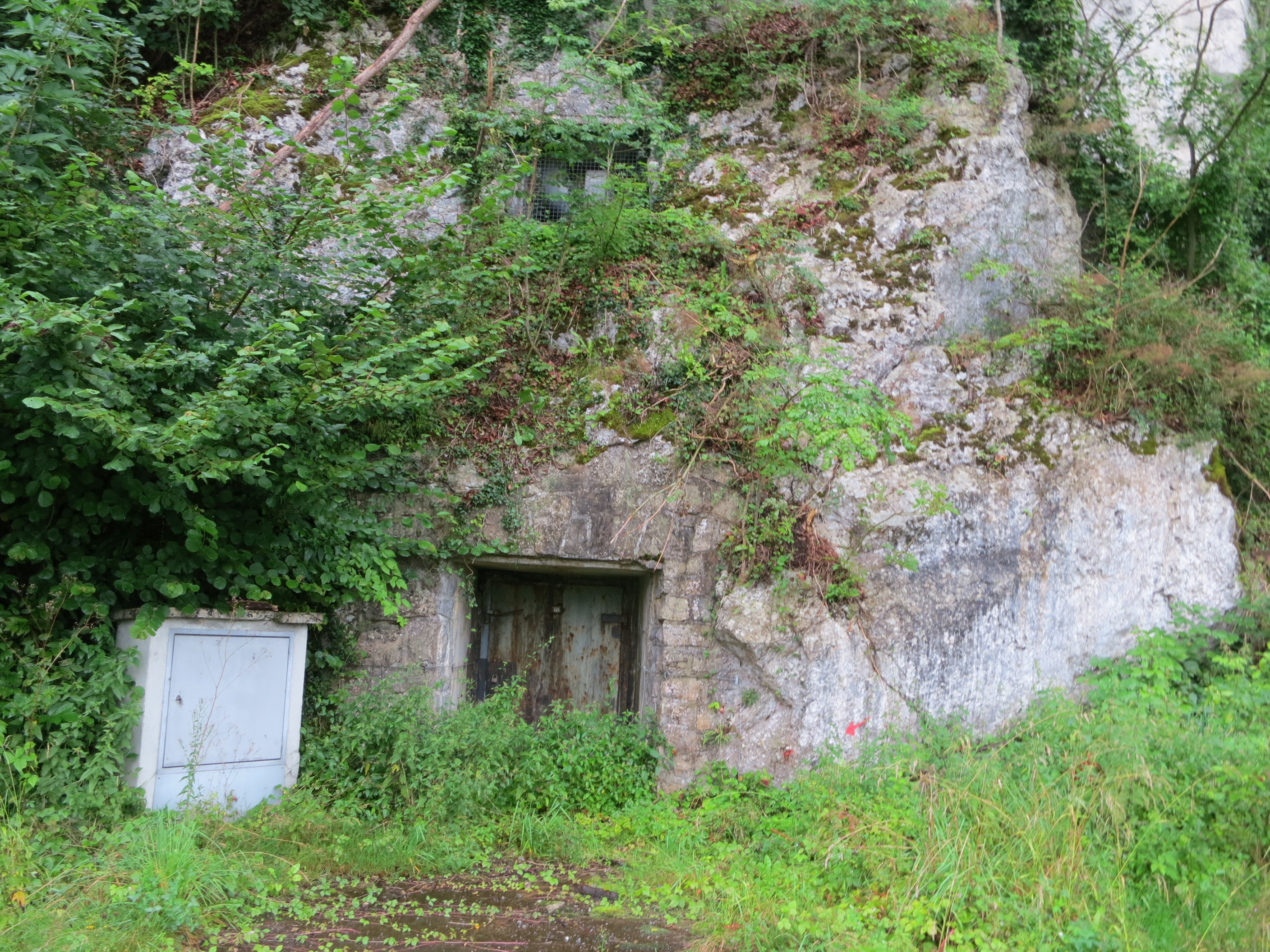
Nachschubbasis Giswil: Fett- und Speiseöllager

## Kalter Krieg und Armeereformen
Nach dem Zweiten Weltkrieg wurden die feldmässig erstellten Anlagen eingedeckt, während die permanenten weiter unterhalten wurden. Der weitere Ausbau der Befestigungen im ehemaligen Reduitraum der 8. Division erfolgte während des Kalten Krieges im Verantwortungsbereich der Reduitbrigade 22.
Mit der Armee 61 (TO 61) wurde die Anzahl Divisionen von neun auf zwölf erhöht. Aus dem 2. Armeekorps wurde das Feldarmeekorps 2 (FAK 2), das in einem klar definierten Einsatzraum die Mechanisierte Division 4, die Felddivisionen 5 und 8, die Grenzbrigaden 4 und 5 sowie als Korpstruppen ein Dragoner Regiment, ein Radfahrer Regiment und ein Genieregiment umfasste.

### Leitbild der Felddivision 8 von 1984
Wegen den immer kürzer werdenden Vorwarnzeiten wurde das rasche Erstellen der Kampfbereitschaft («Rakabe») besonders für Miliztruppen zur wichtigsten Zielsetzung des Armeeleitbildes. Die Felddivision 8 erarbeitete dazu Grundlagen und liess die einzelnen Tätigkeiten unter wirklichkeitsgetreuen Rahmenbedingungen in einem Grossversuch 1:1 überprüfen, bevor die endgültige Fassung des Behelfs «Rakabe» für die Truppe erstellt wurde.
- 1. Rasche Durchführung der Kriegsmobilmachung und verzugslose Erstellung der Kampfbereitschaft
- 2. Realistische, geländebezogene Kenntnis der Möglichkeiten des Feindes, seiner Stärken und Schwächen
- 3. Aktive und hartnäckige Nachrichtenbeschaffung, rasche Orientierung der Direktinteressierten
- 4. Dynamische und angriffige Kampfführung auf allen Stufen; entscheidsuchender Einsatz der Reserven, einfache und flexible Befehlsgebung
- 5. Stufengerechte Beherrschung des Kampfes der verbundenen Waffen, sichere Bedienung und gekonnter Einsatz der Kampfmittel
- 6. Grösstmögliche Ausnützung der Mobilität des Feuers sowie der Möglichkeiten hinsichtlich Zerstörungen, Verminungen und Hindernissen
- 7. Schlagen des Gegners in der ganzen Tiefe und Breite seines Angriffes
- 8. Enge Zusammenarbeit im Rahmen der Gesamtverteidigung, der Territorialorganisation sowie mit den ortsfesten Truppen
- 9. Dauernde Sicherstellung der Verbindungen, der Kampfautonomie so wie der personellen und materiellen Einsatzbereitschaft
- 10. Schaffung und Aufrechterhaltung einer Disziplin und eines Wehrwillens, die geprägt sind durch: Selbständigkeit und Unterordnung, Selbstverantwortung und Gemeinschaftssinn, Selbstbewusstsein und Kameradschaft, Selbstkritik und Vertrauen, körperliche und seelische Widerstandskraft.[6]

Im Einsatzraum der Felddivision 8 befanden sich die Sperrstellen: Aarburg, Däniken, Dicki, Gunzgen, Hägendorf, Langmattrain, Niederbuchsiten, Walterswil, Winznau
Mit der Armee 95 wurde ein neuer Wiederholungskurs (WK)-Rhythmus eingeführt und es fand ein fliessender Übergang zur Armee XXI statt. Das Feldarmeekorps 2 bestand aus den Felddivisionen 5 und 8, der Panzerbrigade 4 (vorher mechanisierte Division 4), Korpstruppen aus je einem Radfahrer- und Artillerieregiment als Kampfverbände und aus je einem Genie-, Festungs- und Übermittlungsregiment für die Führung und Unterstützung. Die Territorialdivision erbrachte als logistischer Verband die gesamte Logistik für das Armeekorps.
Mit der Armee XXI wurden alle Armeekorps und Divisionen aufgelöst und damit auch die Felddivision 8. Mit der Armeereform traten die Kantone ihre Militärhoheit an den Bund ab.

## Benennung der Felddivision 8 im Lauf der Geschichte
- 1875–1890: VIII. Armeedivision (MO 13. November 1874), 2. Armeekorps
- 1891–1911: 8. Division
- 1911: aufgehoben (TO 11)
- 1938–1961: 8. Division (TO 38), im Reduit 3. Armeekorps ab Juli 1940
- 1961–2003: Felddivision 8 (TO 61), Feldarmeekorps 2